# 3-甲基亚苄基丙二腈
3-甲基亚苄基丙二腈是一种有机化合物，化学式为C11H8N2。它可由3-甲基苯甲醛和丙二腈加热反应得到。

## 反应
3-甲基亚苄基丙二腈可以被硼氢化钠在甲醇中还原为3-甲基苄基丙二腈。它和異丙苯氫過氧化物在催化下于三氟甲苯中反应，可以得到1-(3-甲基苯基)-2,2-二氰基环氧乙烷。